# Koumpentoum
Koumpentoum – miasto w Senegalu, w regionie Tambacounda.